# Labradorros
Labradorros (Rosa blanda) är en rosväxtart som beskrevs av William Aiton. Labradorros ingår i släktet rosor, och familjen rosväxter.

## Underarter
Arten delas in i följande underarter:
- R. b. glabra
- R. b. hispida

## Bildgalleri

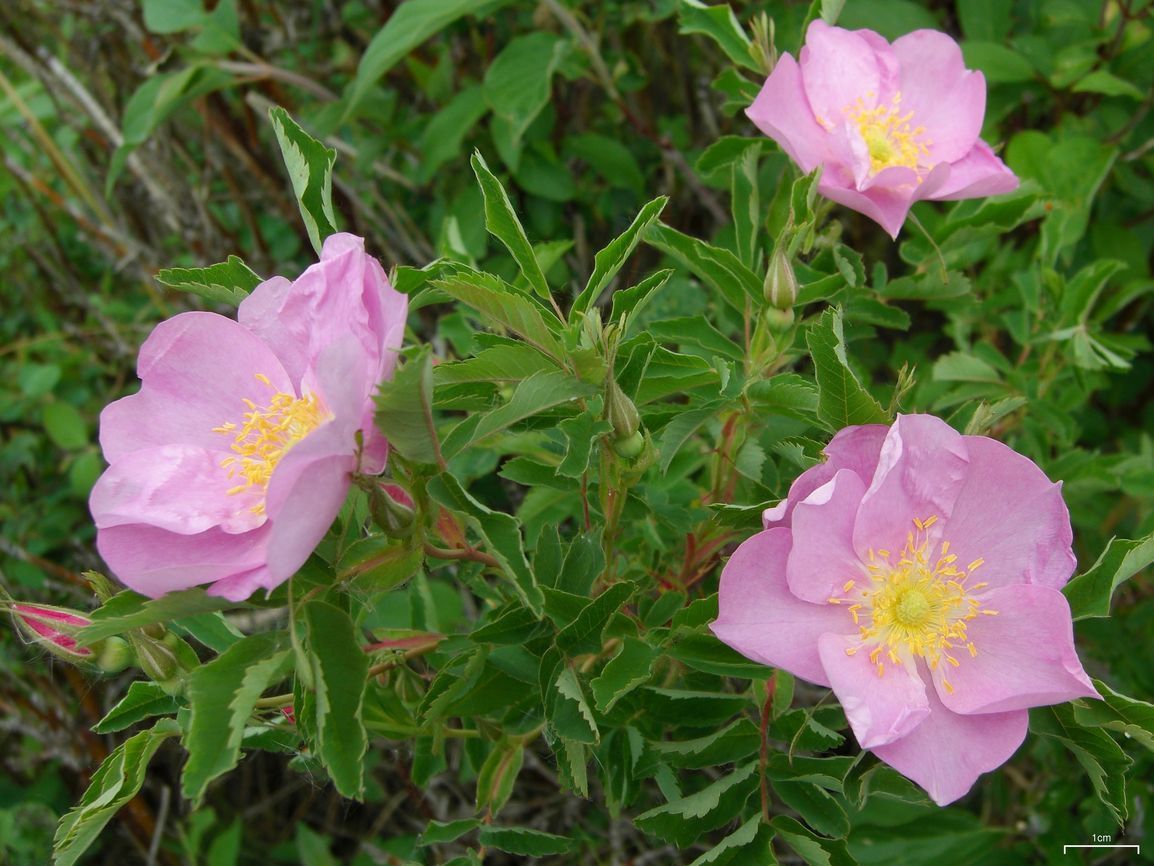
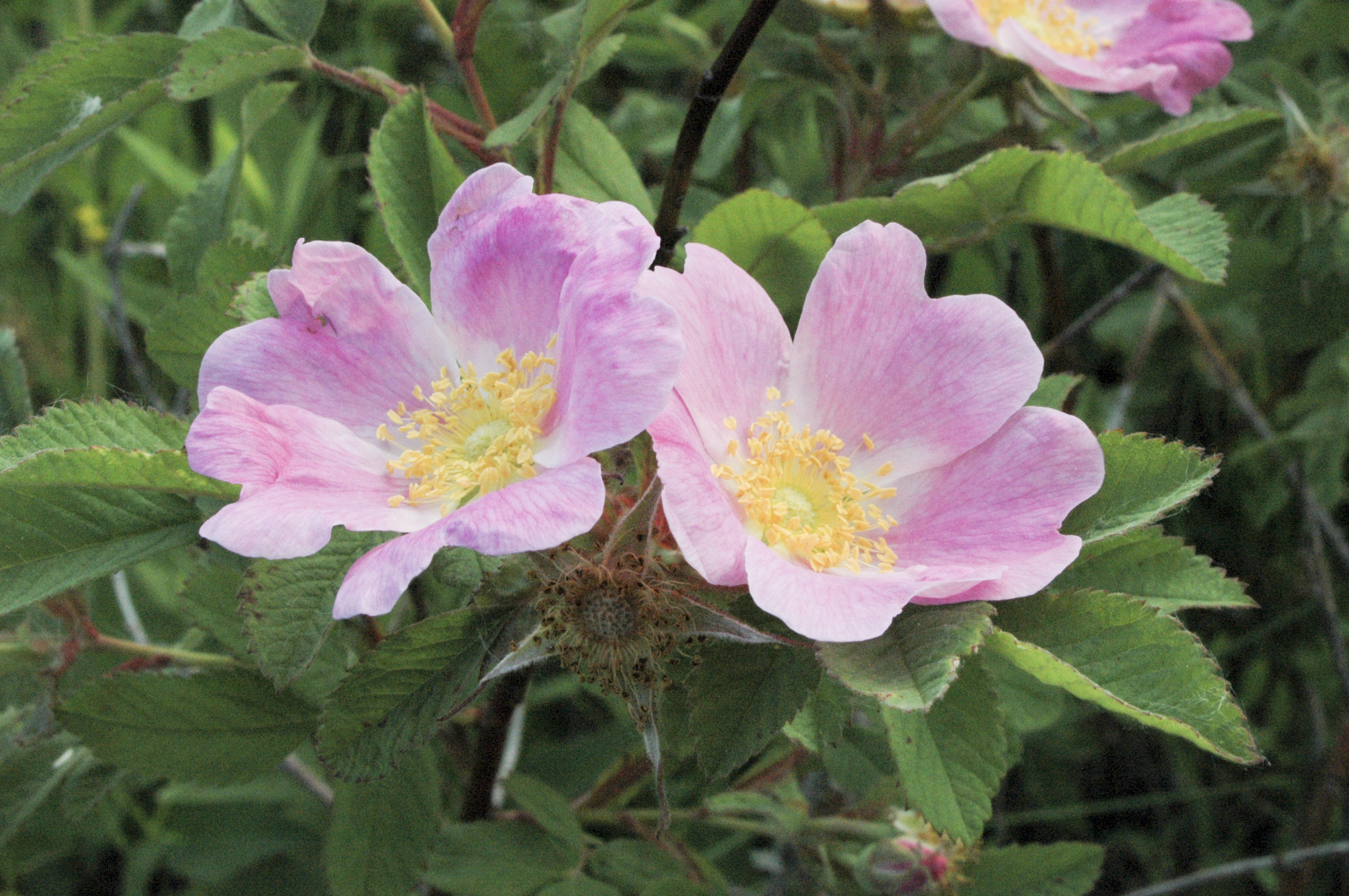
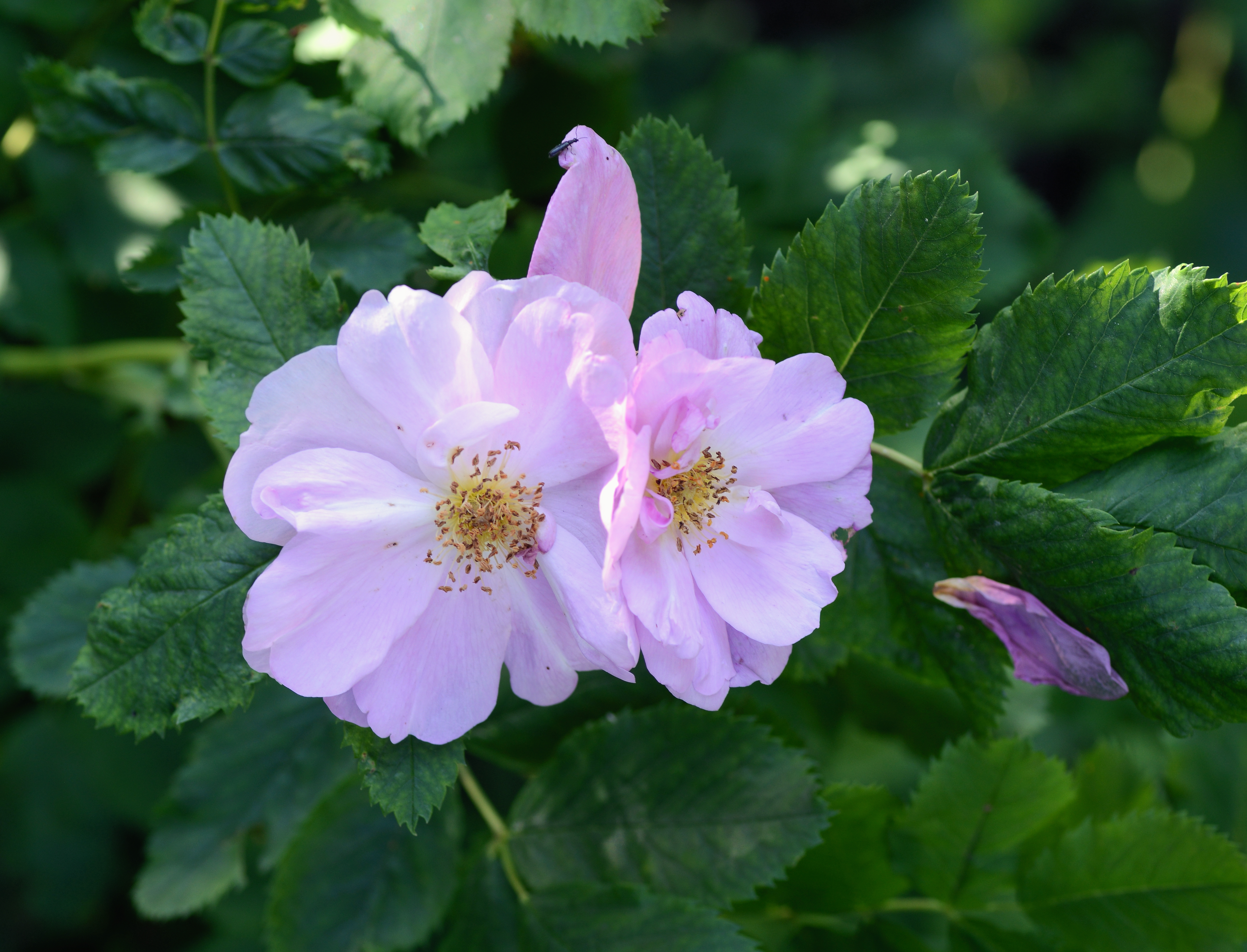
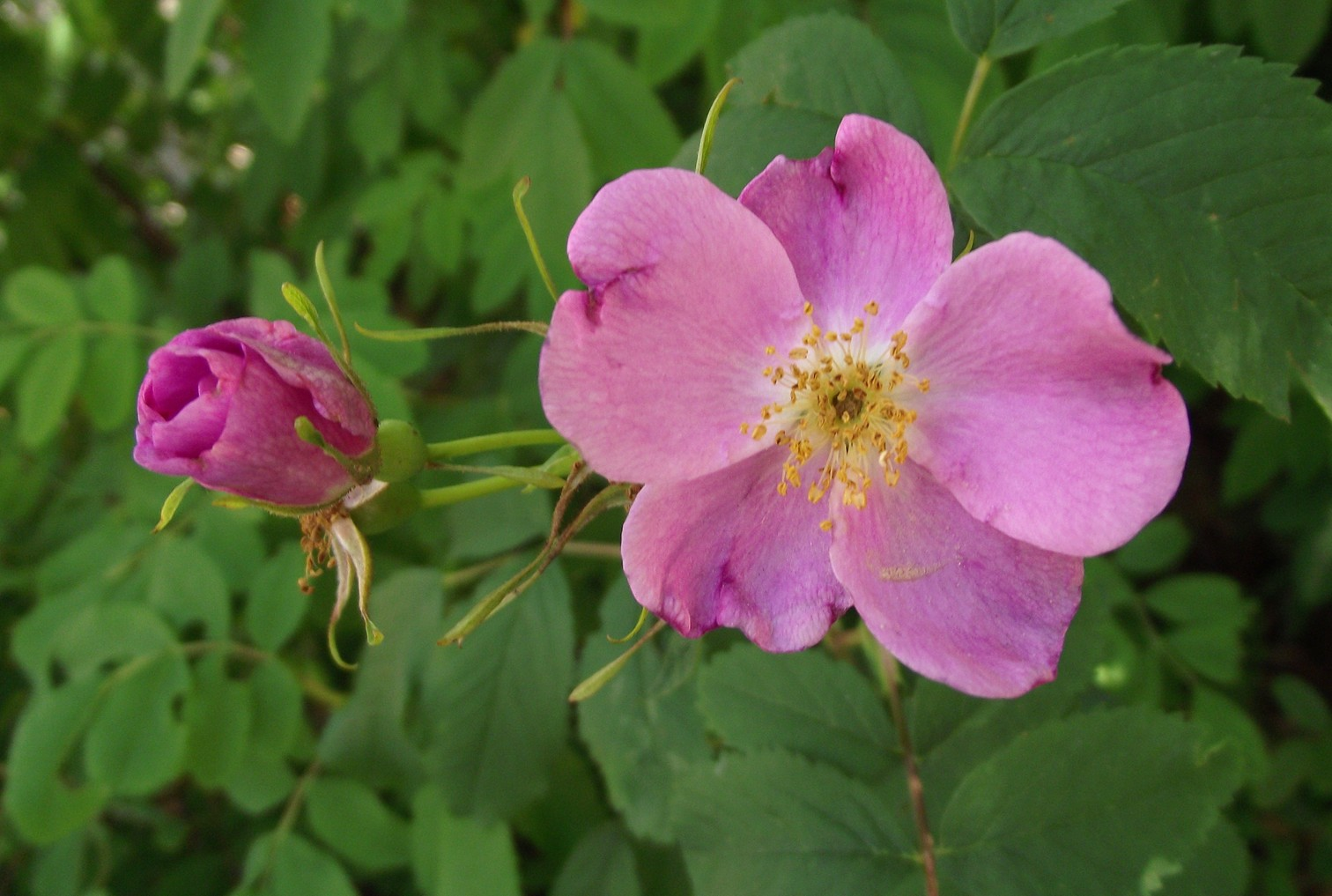